# Kamienica przy ulicy Kościuszki 13 w Katowicach
Kamienica przy ulicy T. Kościuszki 13 w Katowicach – kamienica mieszkalno-usługowa z 1897 roku, znajdująca się w Katowicach-Śródmieściu, na rogu ulicy T. Kościuszki 13 (dawniej Beatestraße) i ulicy S. Batorego 1.

## Historia
Kamienica została oddana do użytku w 1897 roku. Architekt nieznany. Na parterze od strony ul. T. Kościuszki znajdowały się lokale usługowe, a na wyższych kondygnacjach mieszkania. Właścicielami kamienicy byli między innymi: Franz Niklis i Eugen Bartoshik. W 1907 roku wykonana została przebudowa przyziemia kamienicy od strony ul. Kościuszki na zlecenie właściciela lokalu Paula Abenbrotha.
W różnych okresach na parterze budynku znajdowały się (od strony ul. T. Kościuszki): piekarnia, sklep z wyrobami mięsnymi i wędlinami (Fleisch- und Wurstwaren, wł. Waldemar Liss 1942 rok),  spółdzielnia spożywców pracowników centralnego zarządu przemysłu hutniczego (1947 rok), a także delikatesy (wł. Zofia Namysłow, 1947 rok). 

## Architektura
Budynek posiada cztery kondygnacje nadziemne. Elewacja od strony ul. T. Kościuszki jest siedmioosiowa, od strony ulicy S. Batorego także. Narożnik kamienicy ścięty, jednoosiowy. Elewacje są ceglane z otynkowanymi pionowymi pasami w osiach okien. Okna są prostokątne, pozbawione obecnie detali architektonicznych. Dawniej ujęte były w opaski, z ozdobnymi naczółkami: o łuku odcinkowym na pierwszym piętrze oraz prostymi odcinkami gzymsów nadokiennych na wyższych kondygnacjach. Elewacja dzielona jest gzymsami podokiennymi, zwieńczona wysuniętym gzymsem koronującym. 
Oryginalnie elewacja posiadała cokół kamienny i boniowany parter. Obecnie parter jest otynkowany. Od strony ul. T. Kościuszki budynek posiada prostokątne witryny. W parterze budynku znajdują się lokale usługowe (od strony ul. Kościuszki), lokale mieszkalne (od strony ul. S. Batorego).  